# Periclina pompoleata
Periclina pompoleata är en fjärilsart som beskrevs av Achille Guenée 1858. Periclina pompoleata ingår i släktet Periclina och familjen mätare. Inga underarter finns listade i Catalogue of Life.